# Мядель
Мя́дель (бел. Мядзел) — город в Минской области Беларуси. Административный центр Мядельского района. Расположен между озёрами Мястро и Баторино. В 143 км от Минска, 31 км от станции Княгинин на линии Молодечно — Полоцк, на автомобильной дороге Минск — Нарочь.
Численность населения — 6 887 человек (на 1 января 2025 года).
В 2024 году Мядель отметил 700-летие.

## Этимология
Название города Мяделя происходит от одноимённого озера Мядель.
Версия о балтском происхождении топонима восходит к российскому учёному А. А. Кочубинскому, который в 1897 году рассмотрел одноимённый литовский пункт и признал этимологию его неясной, но на первое место выдвинул гипотезу о связи с лит. medis «дерево». Позднее эта версия была поддержана В. Н. Топоровым и О. Н. Трубачёвым и, уже в отношении белорусского города, В. А. Жучкевичем.
По мнению Л. Беднарчука, топоним Мядель через промежуточную балтийскую форму *Mendelas восходит к финно-угорскому Mendes, которое он сопоставляет с эстонским mänd «сосна». Что подтверждается вторым названием озера Мядель — Сосновое.
И. М. Прокопович считает, что название Мядель происходит от финно-угорского метс — «лес» и ель — «лесной ручей, речка», то есть «лесная речка».
Согласно ещё одной версии, топоним Мядзел объясняется от финно-угорского модзол «ельник с мшистой почвой».

## Геральдика
Герб утверждён решением Мядельского районного исполнительного комитета от 12 апреля 2001 года № 145. Зарегистрирован в Гербовом матрикуле Республики Беларусь 12 апреля 2001 года № 60.
Флаг учреждён Указом Президента Республики Беларусь от 21 июля 2008 года № 398 и зарегистрирован в Государственном геральдическом регистре Республики Беларусь 23 июля 2008 года Б-131. Одобрен решением Мядельского районного Совета депутатов 31 января 2008 года № 49.
16 января 2014 года решением специальной комиссии гимном района выбрано произведение «Наш край Нарачанскі» на слова народного поэта Максима Танка и музыку Юрия Талесника.

## История
По преданию, находился на берегу озера Мядель и после мора перенесен на берег озера Мястро. На одном из островов озера Мядель остались остатки городских укреплений XI в. — порубежной крепости Полоцкого княжества.
Примерно с XVI века — центр Мядельского староства Ошмянского повета Виленского воеводства. В Мяделе также наравне с центром повета проходили земский и гродский суды.

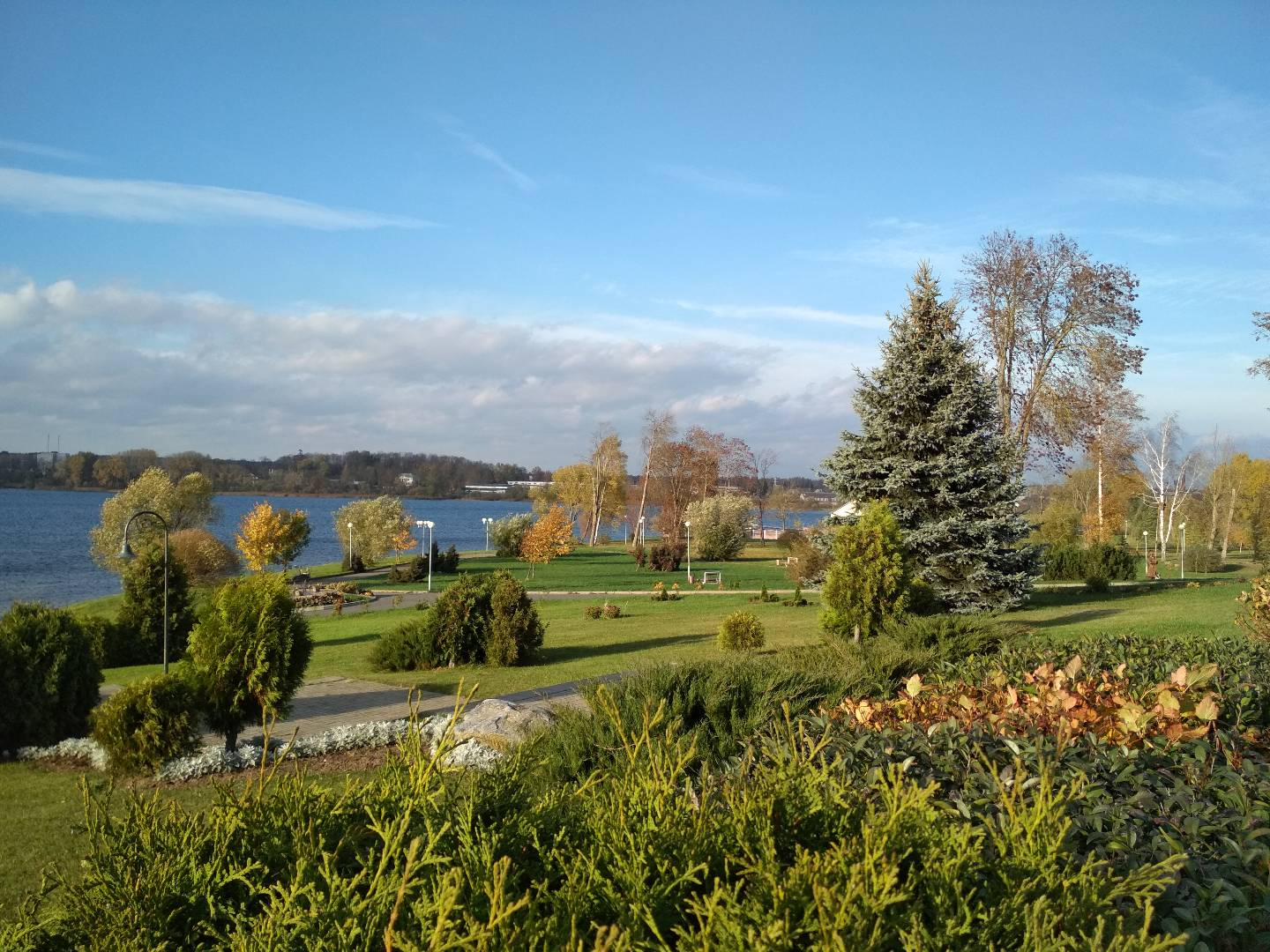
Берег озера Мястро

До XX в. делился на Старый и Новый Мядель. Старый Мядель известен с 1454 в составе Виленского воеводства. Принадлежал Радзивиллам, Францкевичам, Райским, Грабковским. В 1667 году в Старом Мяделе насчитывалось 36 дымов. В 1687 году Старый Мядель с угодьями приобрел писарь земский виленский Михаил Кощиц за 95 тыс. злотых у Яна Бонавентуры, ловчего ружанского. С 1736 местечко, в 1762 получил магдебургское право.
Новый Мядель известен с 1463. Был обнесен валом, остатки которого уничтожены. Во время войны с Русским государством разрушен (1519). В XVI в. королевское владение, город; на полуострове озера Мястро был мядельский королевский каменный замок (остались руины), окруженный земляными укреплениями бастионной системы и рвами с водой. При археологических раскопках найдены расписные изразцы, оружие, различные предметы домашнего обихода.
С 1793 Старый и Новый Мядели в составе Российской империи, входили в Вилейский уезд. В конце XIX в. в Старом Мяделе 312 жителей, 46 дворов, православная церковь, еврейский молитвенный дом, пивоваренный завод. В конце XIX в. Новый Мядель местечко, 783 жителей, 99 дворов, православная церковь, костёл, синагога, три лавки.
В ноябре 1917 установлена советская власть, в 1918 создан волостной ревком, Совет солдатских и батрацких депутатов.
В 1921—1938 в составе Польши в Вилейском повете.
С 1939 в составе БССР, с 15 января 1940 центр района.
Мядель был оккупирован немецкими войсками в течение 3 лет — со 2 июля 1941 года по 4 июля 1944 года. Евреи Мяделя были согнаны нацистами в гетто и почти все убиты.
17 ноября 1959 года деревня Мядель преобразована в городской посёлок.
20 октября 1995 года административные единицы Мядельский район и посёлок Мядель, имеющие общий административный центр, объединены в одну административную единицу — Мядельский район.

## Население
Численность населения —  6 887 человек (на 1 января 2025 года). Численность населения — 6 999 человек (на 1 января 2023 года).
| Численность населения:                                                                          |
| Графики недоступны из-за технических проблем. См. информацию на Фабрикаторе и на mediawiki.org. |

| 1921  | 1970  | 1979  | 1995  | 1998  | 2006  | 2009  |
| ----- | ----- | ----- | ----- | ----- | ----- | ----- |
| 825   | ↗2854 | ↗5047 | ↗7900 | ↗8700 | ↘7200 | ↘7065 |
| 2016  | 2019  | 2020  | 2021  | 2022  | 2023  | 2024  |
| ↘6871 | ↗7155 | ↘7100 | ↗7146 | ↘7054 | ↘6999 | ↘6949 |
| 2025  |       |       |       |       |       |       |
| ↘6887 |       |       |       |       |       |       |

- 1800 год — 241 человек в Новом Мяделе; 111 человек у Старом Мяделе
- 1860 год — 613 человек в Новом Мяделе; 227 человек в Старом Мяделе
- 1866 год — 654 человек в Новом Мяделе (в т.ч. 344 католиков, 52 православных, 258 иудеев); 349 человек в Старом Мяделе (в т.ч. 58 католиков, 29 православных, 201 иудеев, 61 мусульман)
- 1885 год — 713 человек в Новом Мяделе; 245 человек в Старом Мяделе
- 1904 год — 1235 человек в Новом Мяделе; 229 человек в Старом Мяделе

Учёные, изучавшие частоты гаплотипов современных популяций Восточно-Европейской равнины, пришли к выводу, что у населения в северо-западных,
и др.) и Ошевенского Каргопольского района Архангельской области) и восточных (русские из Пучежа Ивановской области) частей Восточно-Европейской равнины имеются относительно высокие частоты гаплотипа B2-D2-A2, которые могут отражать примесь от популяций уральской языковой семьи, населявших эти регионы в раннем средневековье.

## Социально-культурная сфера
- Государственное учреждение образования «Мядельская средняя школа № 1 имени Владимира Дубовки»
- Государственное учреждение образования «Мядельский учебно-педагогический комплекс ясли-сад — средняя школа»
- Государственное учреждение образования «Гимназия г. Мяделя»
- Государственное учреждение образования «Ясли-сад № 1 г. Мяделя»
- Государственное учреждение образования «Ясли-сад № 2 г. Мяделя»
- Государственное учреждение образования «Центр коррекционно-развивающего обучения и реабилитации Мядельского района»
- Государственное учреждение «Мядельская центральная районная библиотека имени Максима Танка»
- УЗ «Мядельская центральная районная больница»

## Культура
- Государственное учреждение культуры «Мядельский районный Центр культуры»
- Государственное учреждение дополнительного образования «Центр туризма Мядельского района»
- Государственное учреждение «Мядельский музей народной славы»[34]
- Музей отечественной вычислительной техники ГУО «Гимназия г. Мяделя»

## События и мероприятия

### События
- В 2024 году Мядель отмечает 700-летие[4].

### Фестиваль
- Республиканская ярмарка «Мядзельскі кiрмаш»
- В 2005 и 2008 гг. Мядель место проведения фестиваля «Адна зямля»
- В 2018 году в Мяделе прошёл областной фестиваль «Дажынкi»[35]

## Достопримечательности
- Городище (XX—XVII вв.)
- Костёл Божией Матери

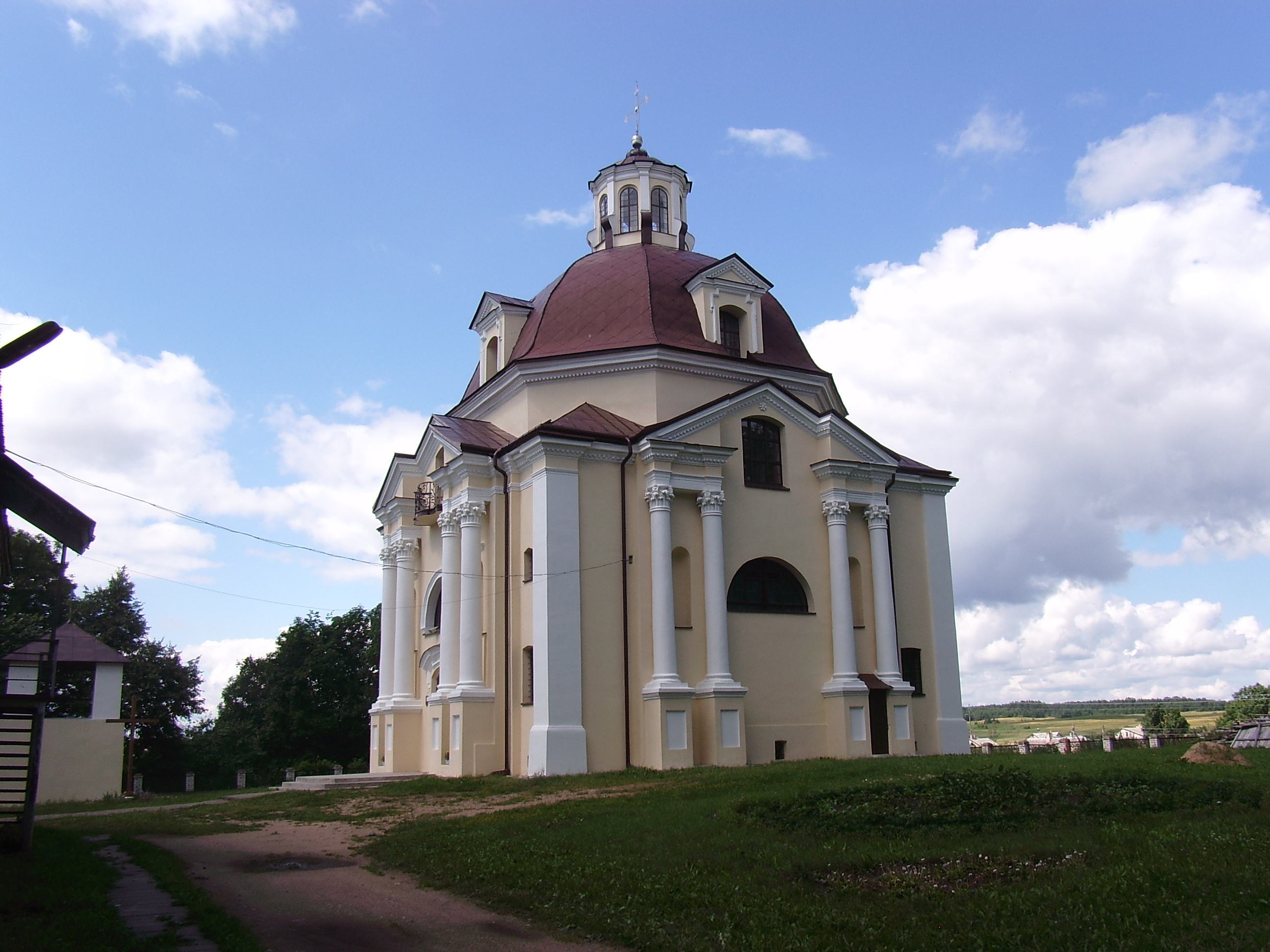
Костёл Божией Матери Скапулярия

- Церковь Святой Живоначальной Троицы (2006 г.)
- Свято-Троицкая церковь
- Мядельская кальвария
- Мядельский монастырь кармелитов (XVIII в.)
- Часовня-надгробие Быховцев (1820)
- Усадьба Козел-Поклевских (XVIII—XIX вв.)
- Фрагменты часовен
- Ботанический памятник природы местного значения Парк «Победы в городе Мядель». Образован 28 октября 2008 года[36].

### Памятник, скульптура
- Памятник В. И. Ленину
- Знак расстояния до города Минска
- Памятная доска об освобождении Мяделя (4 июля 1944 года воинами 850 стрелкового полка (командир Герой Советского Союза Д. К. Морозов) 277 стрелковой дивизии совместно с партизанами бригады имени К. Я. Ворошилова (командир Герой Советского Союза Ф. Г. Марков) освободили г. п. Мядель от немецко-фашистских захватчиков)
- Памятник на братской могиле 168 воинов и партизан Великой Отечественной войны
- Памятник воинам-интернационалистам (2013 год)
- БМД-1, установленная рядом с памятником воинам-интернационалистам в День памяти воинов-интернационалистов в 2014 году
- Галерея деревянных скульптур на детскую и нарочанскую тематику, установленная в 2013 году. Скульптуры выполнены студентами кафедры скульптуры Белорусской государственной академии искусств, участвовавшими в пленэре резчиков по дереву, проходившем в Мяделе.
- Памятный знак к 100-летию со дня рождения Максима Танка.
- Памятник Максиму Танку (2014 год).
- Памятный камень с легендой о Мяделе (2024).

## Галерея

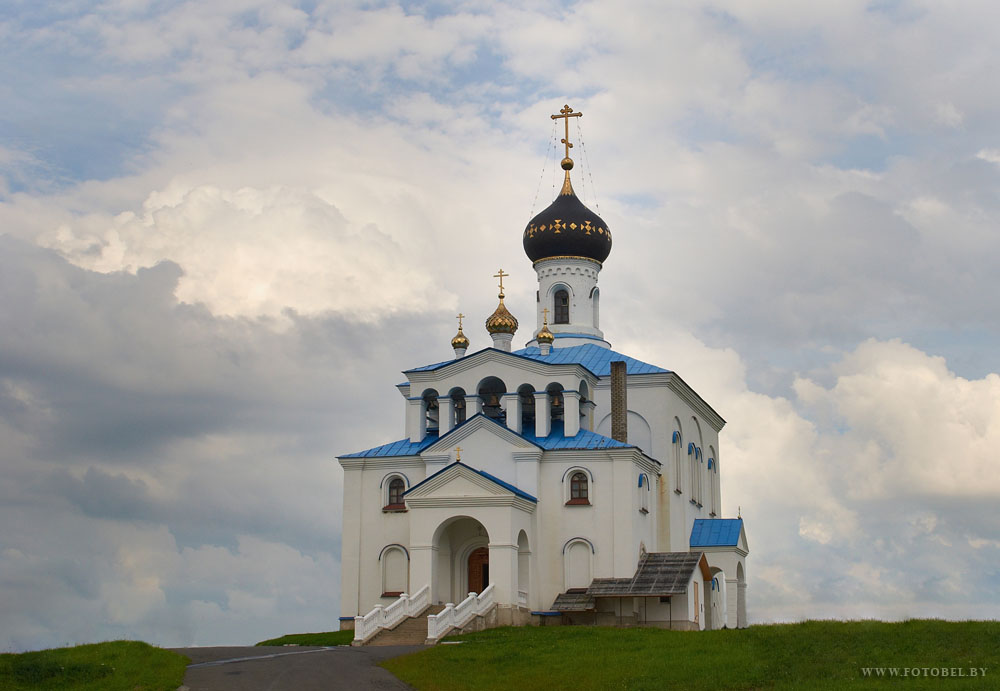
Церковь святой Троицы в Мяделе
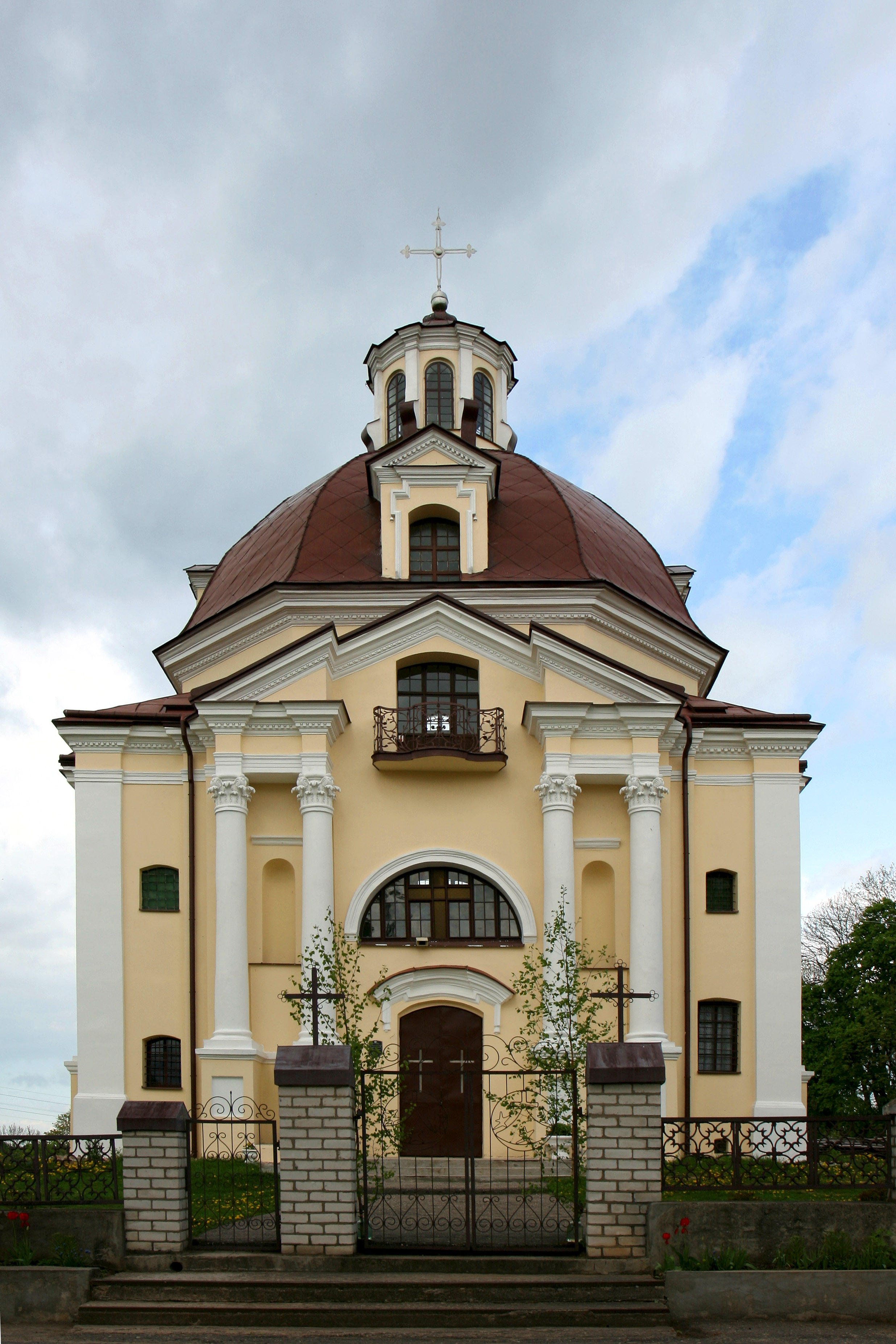
Костёл Божией Матери Скапулярия
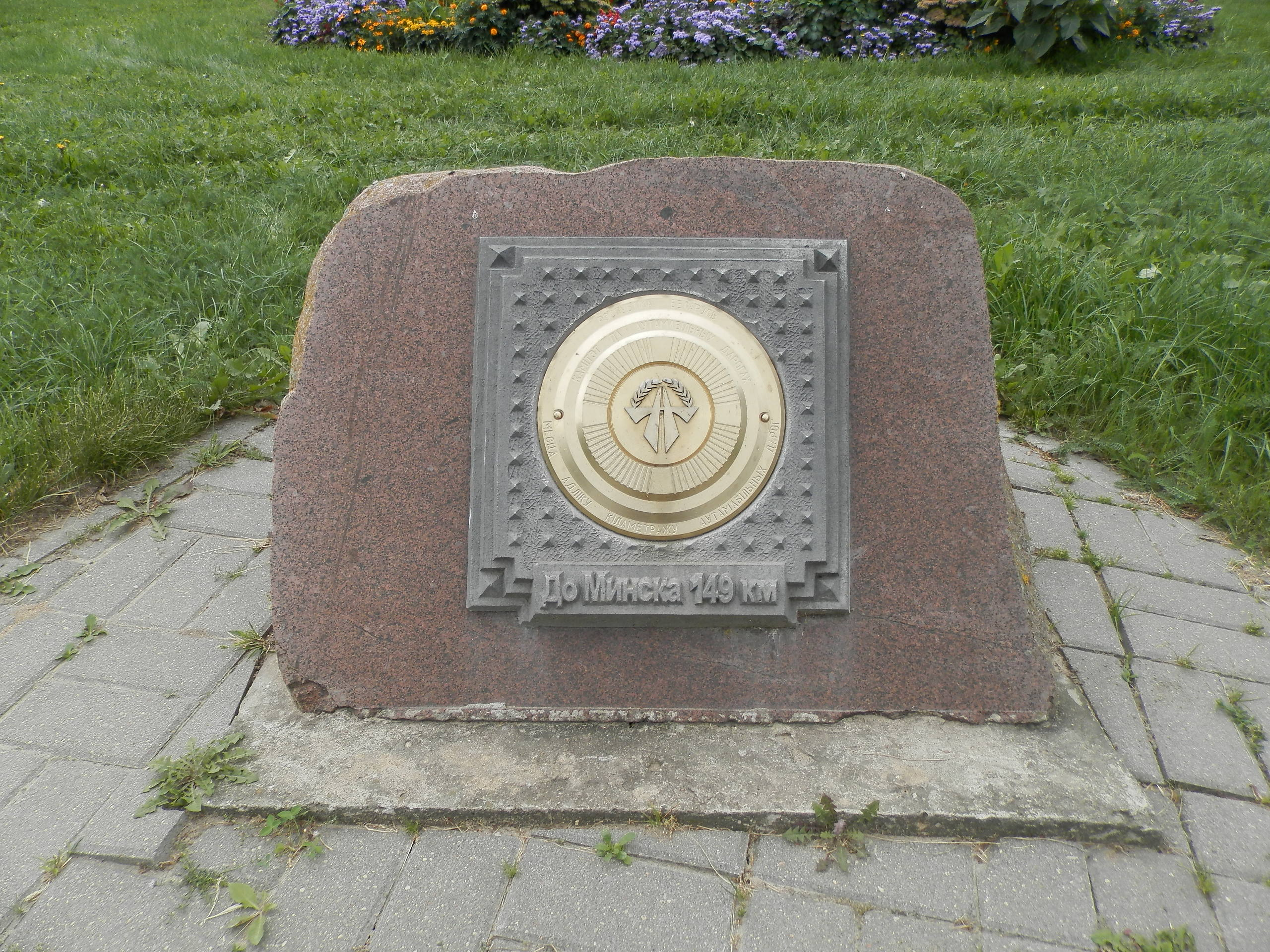
Знак расстояния до города Минска
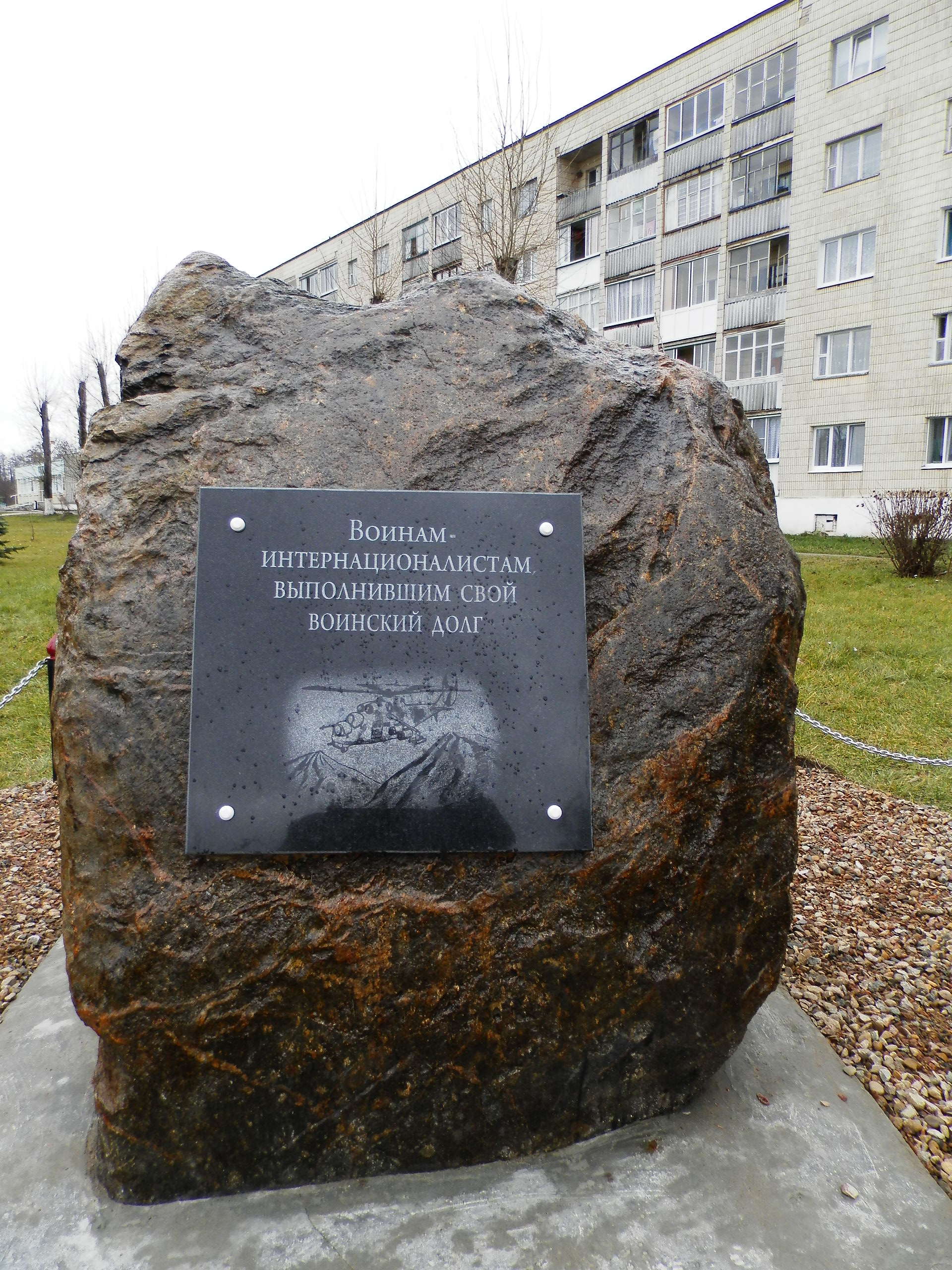
Памятник воинам-интернационалистам
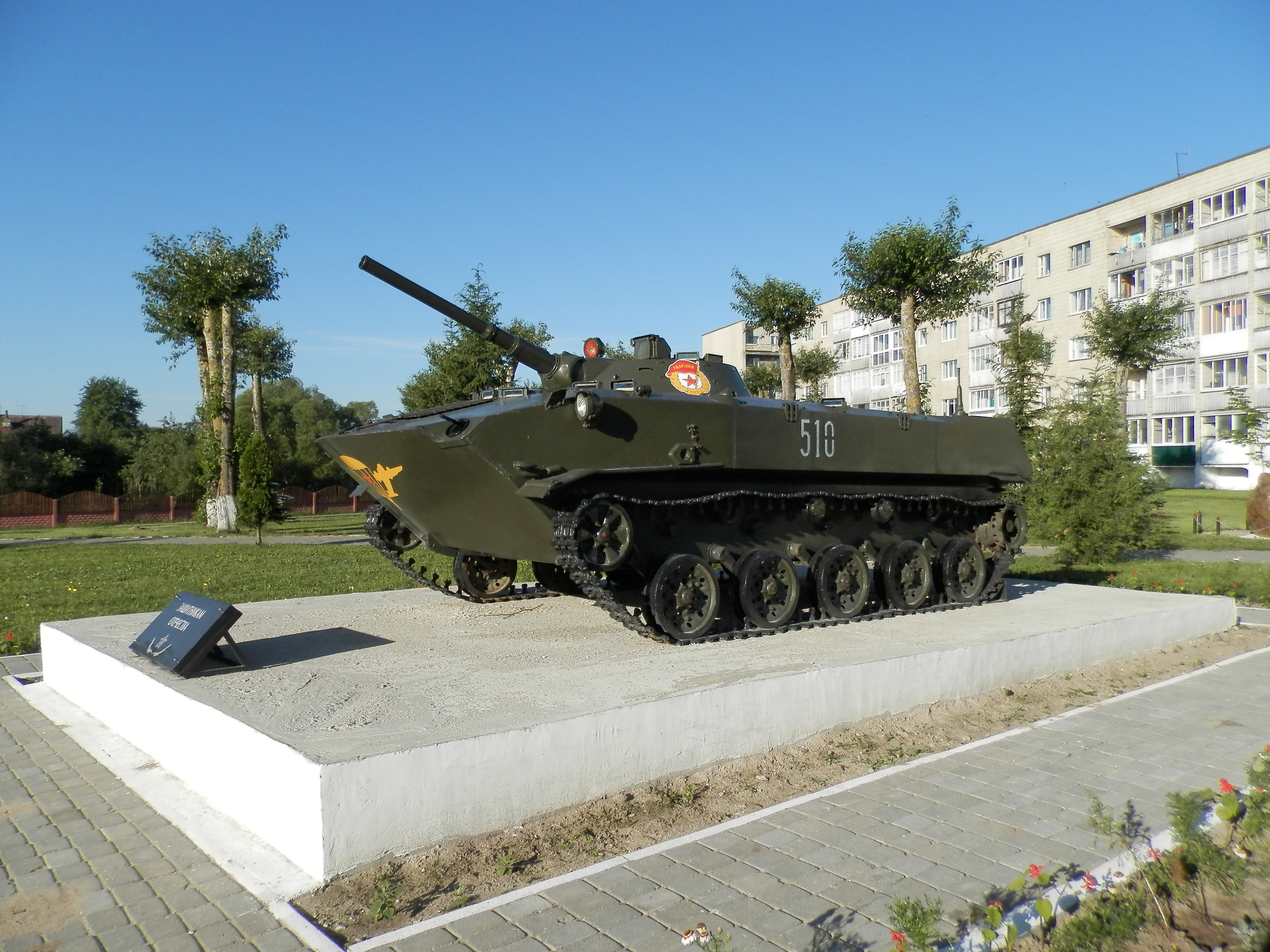
БМД-1 в Мяделе
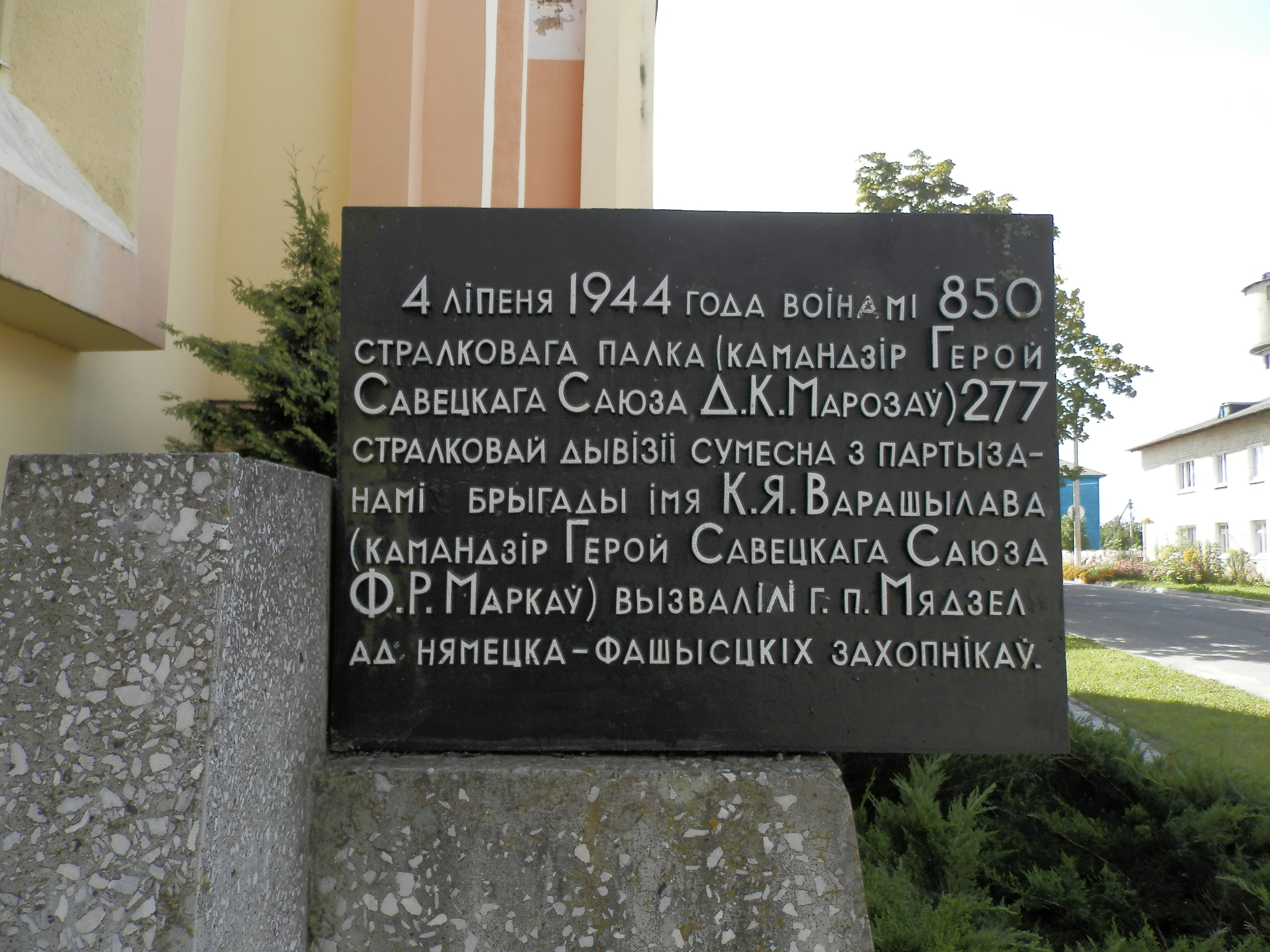
Памятная доска об освобождении Мяделя
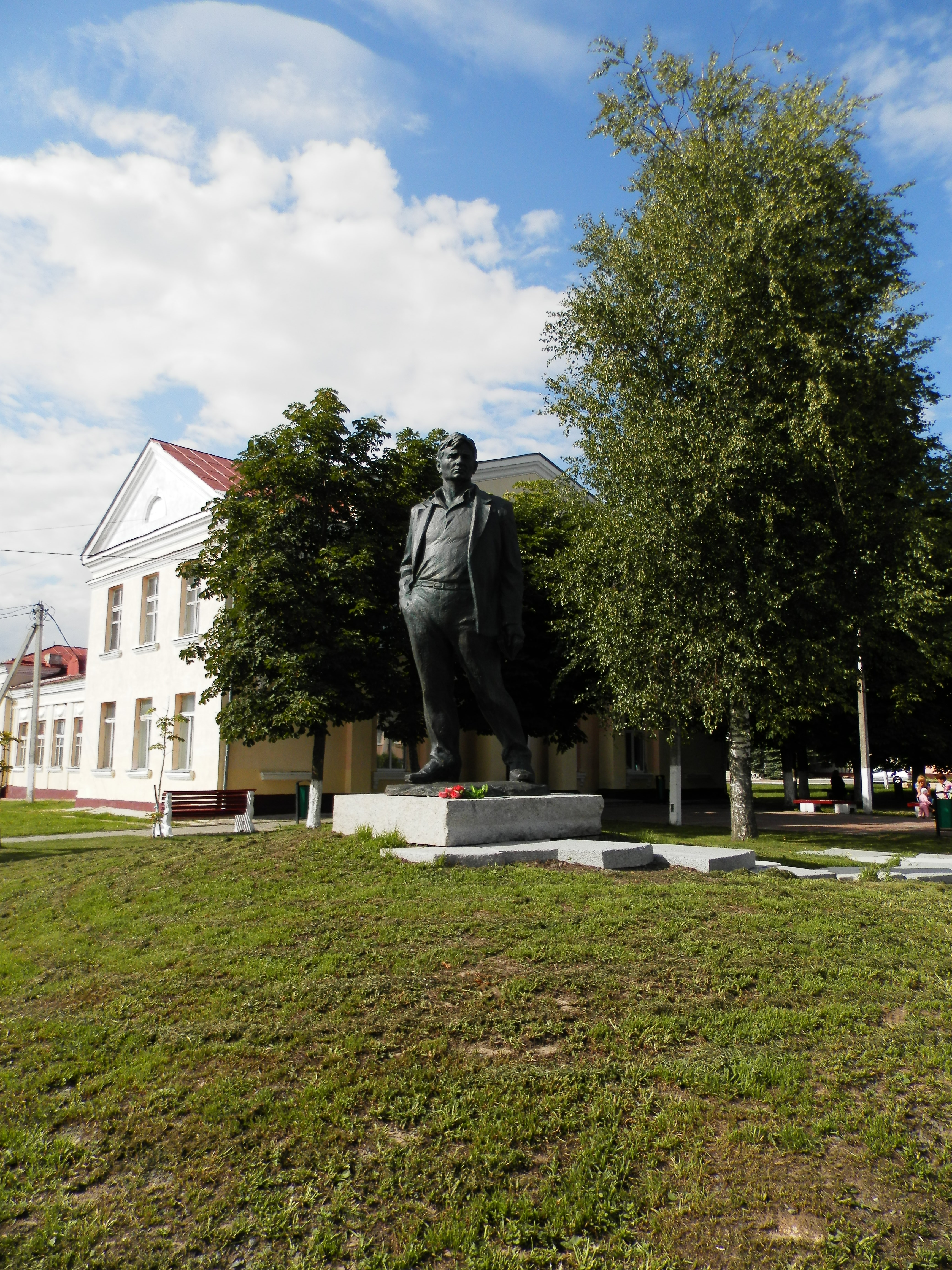
Памятник Максиму Танку
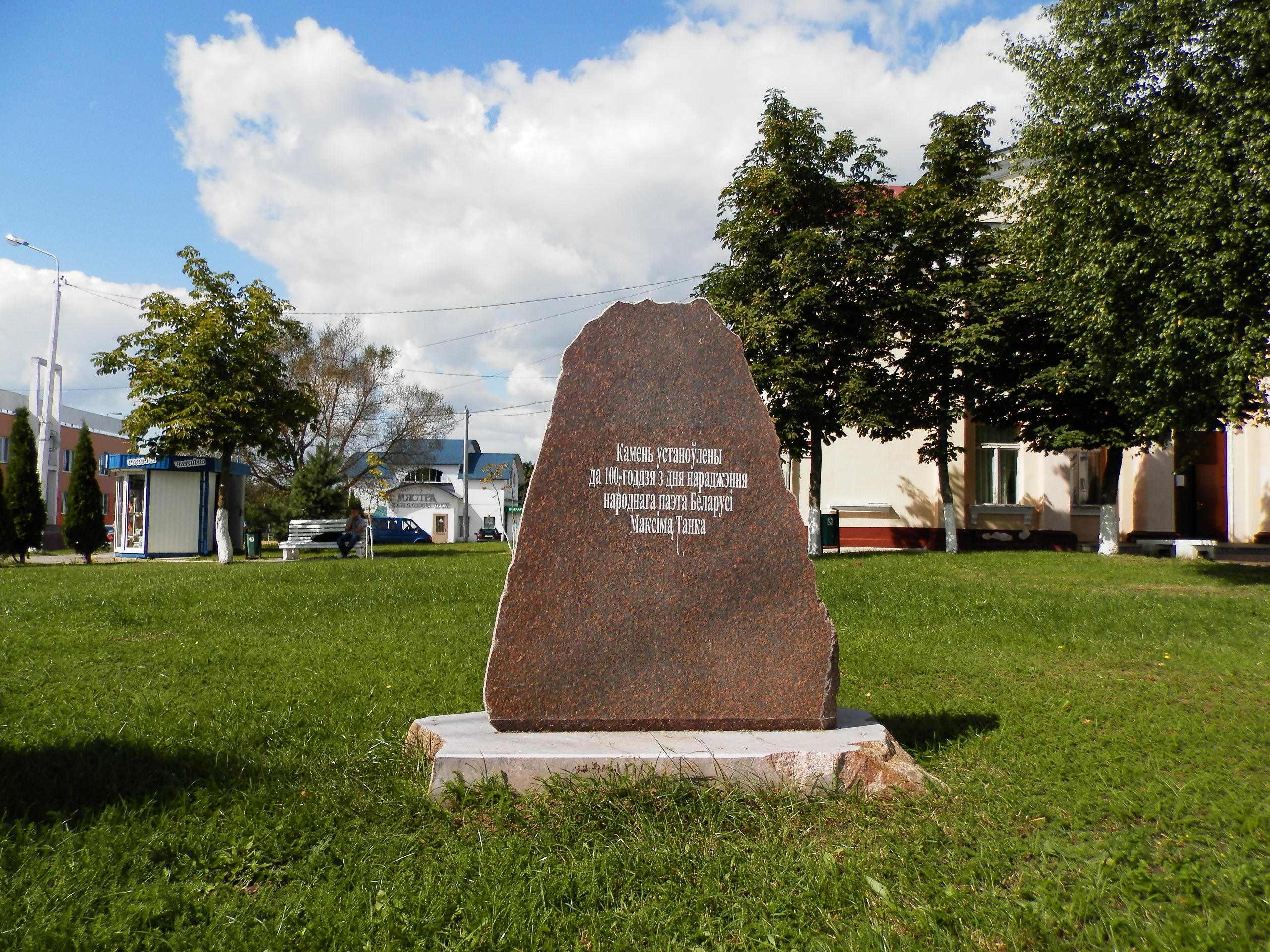
Памятный знак к 100-летию со дня рождения Максима Танка
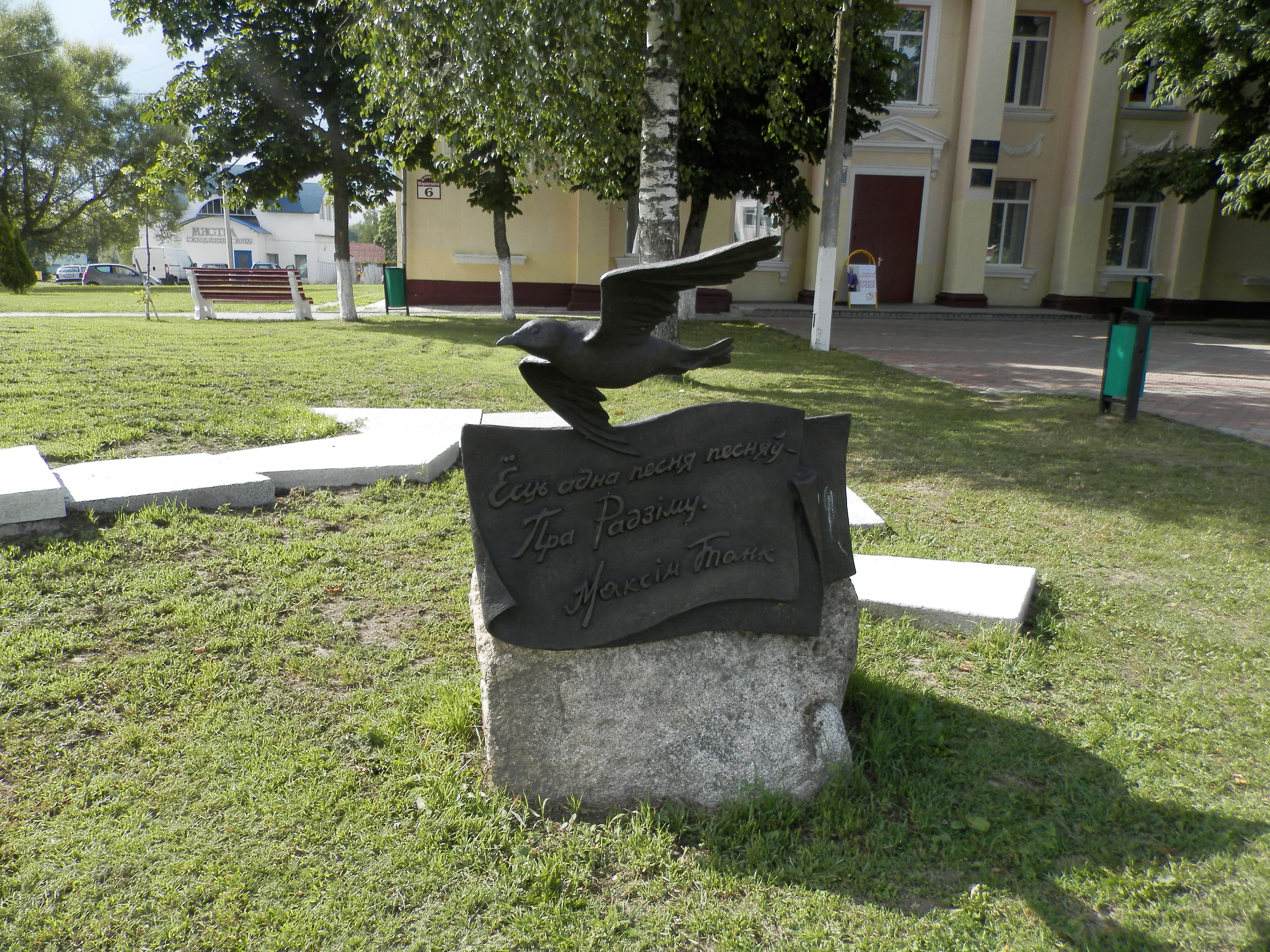
Памятник Максиму Танку. Вторая часть композиции
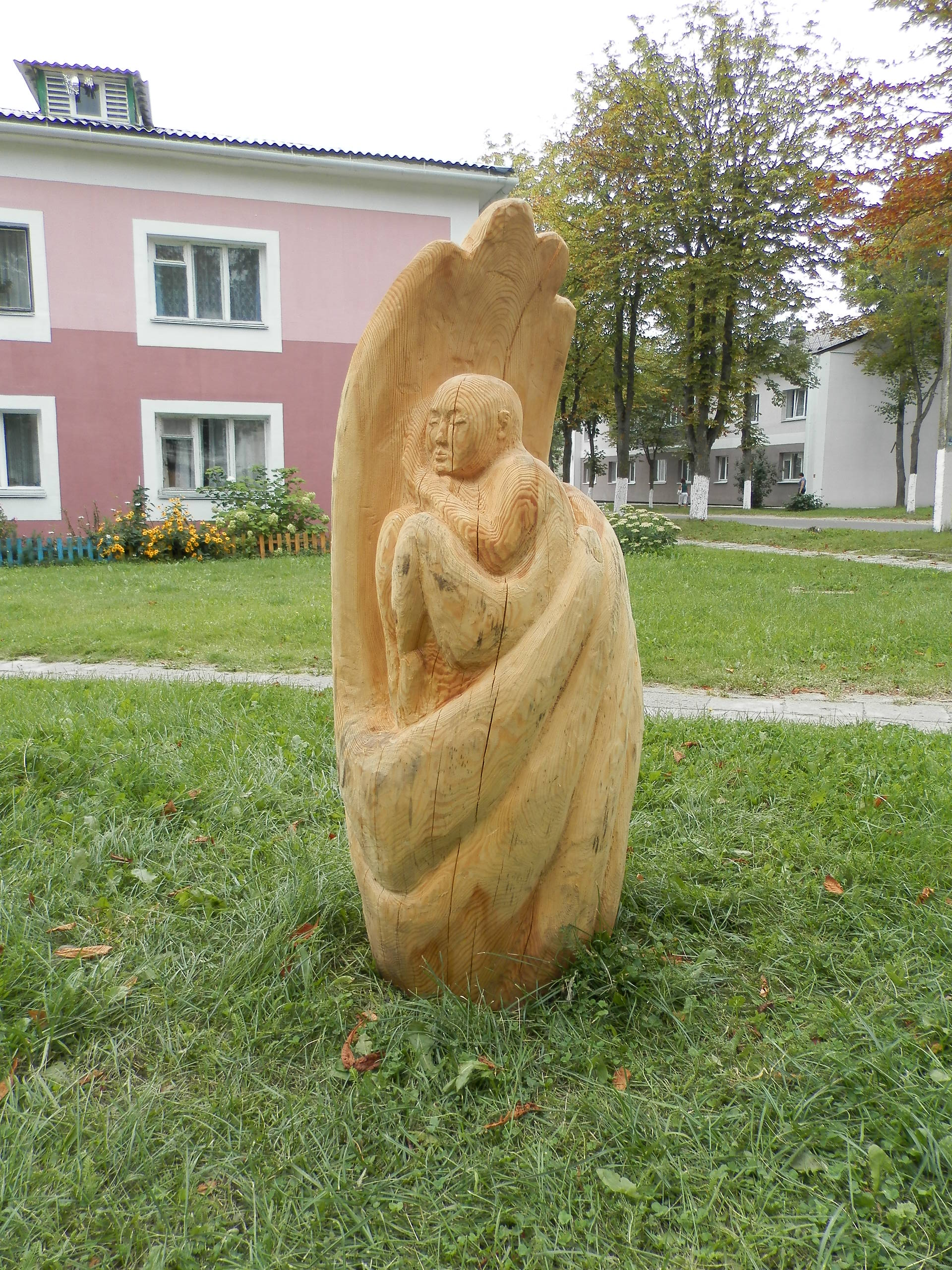
Скульптура студентки Шунин Чен
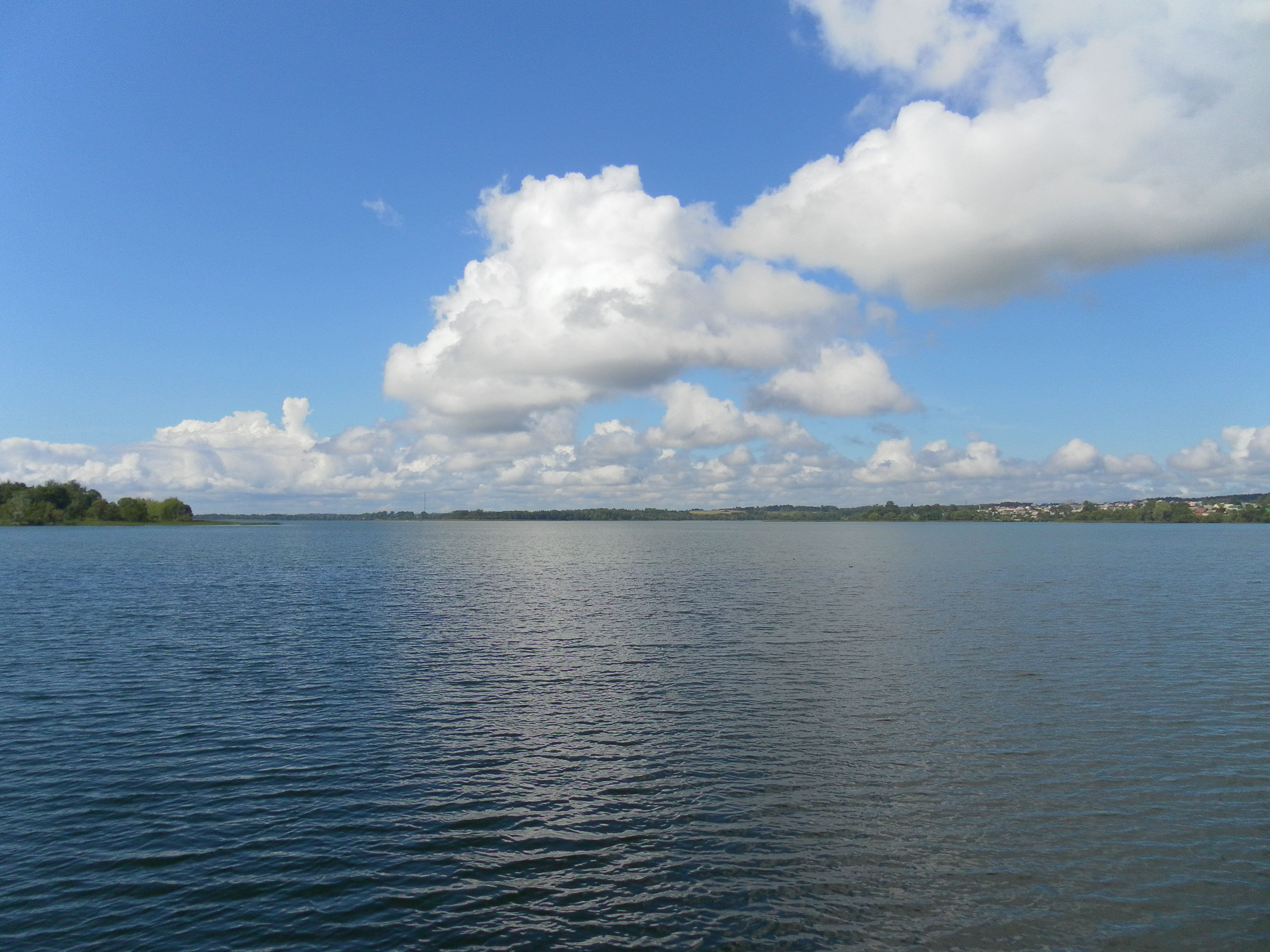
Мядель. Вид на озеро Мястро
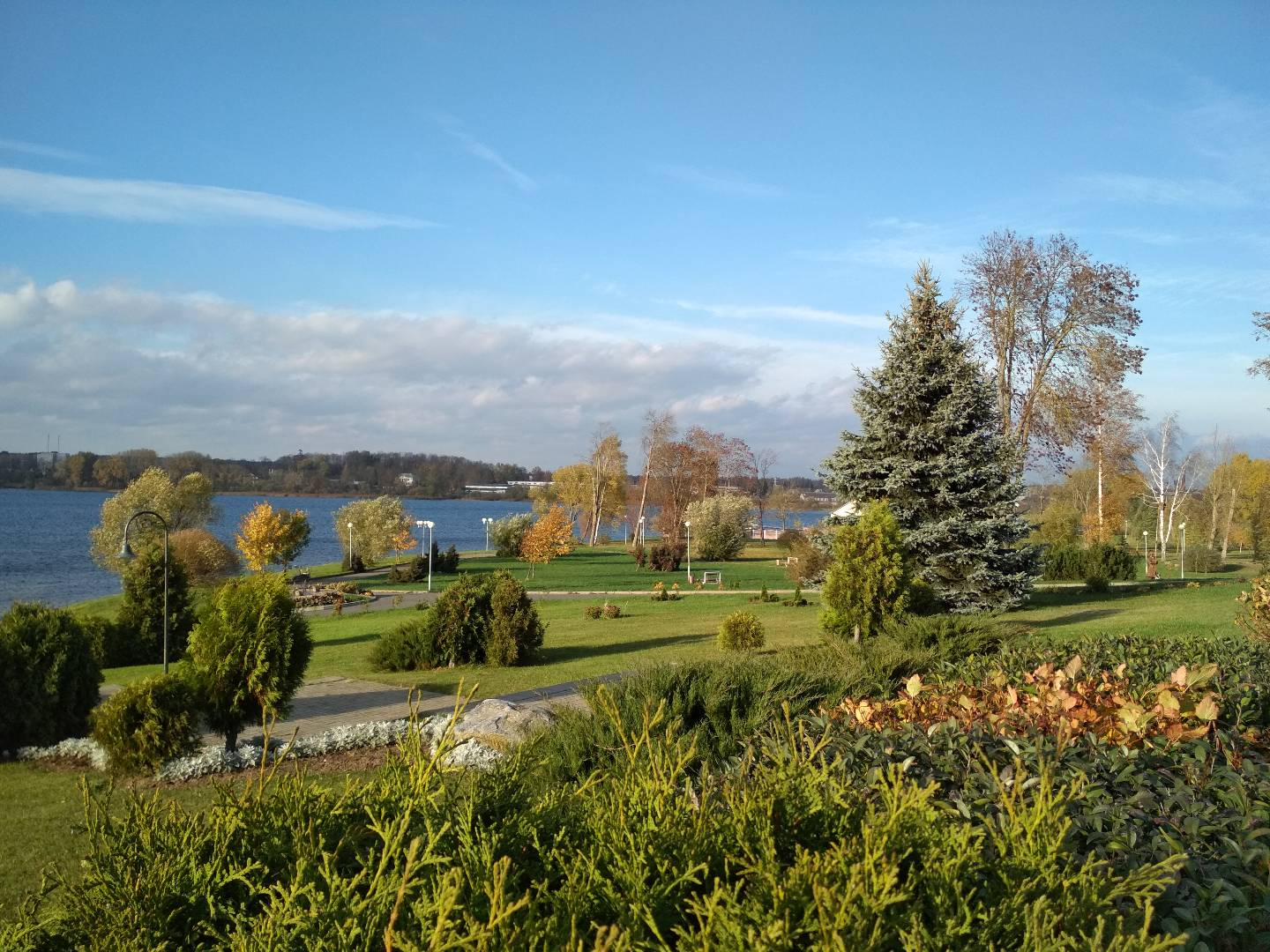
Берег озера Мястро
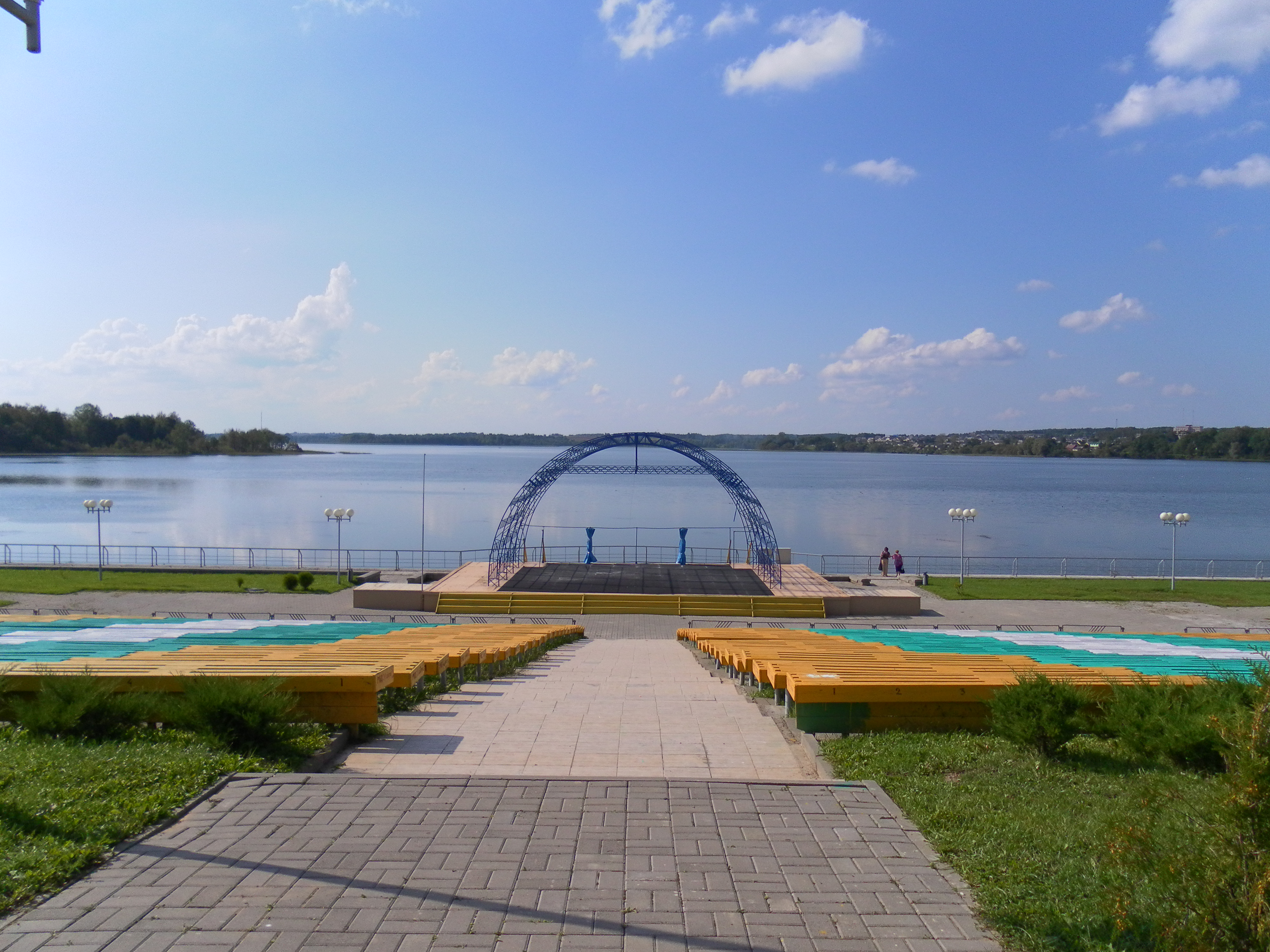
Амфитеатр
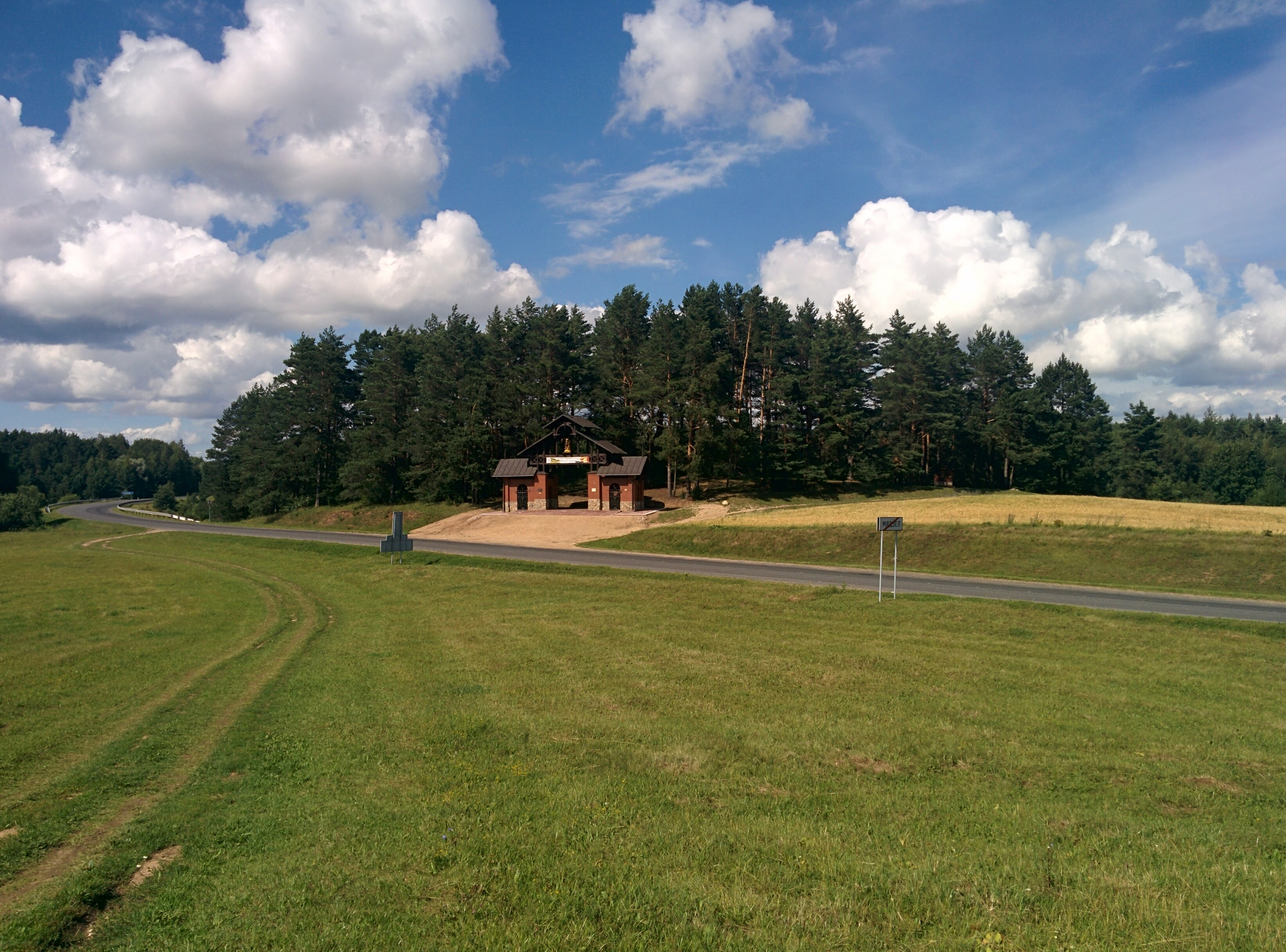

## СМИ
Издаётся газета «Нарачанская зара». Транслируется районное радио «Нарачанская хваля».

## Международное сотрудничество
Города-побратимы:
- Руза, Россия